# Cimetière militaire allemand de Parcy-et-Tigny
Le cimetière militaire allemand de Parcy-et-Tigny est un cimetière militaire de la Première Guerre mondiale situé sur le territoire de la commune de Parcy-et-Tigny, en bordure de la RD 83 qui relie Hartennes à Saint-Rémy-Blanzy, dans le département de l'Aisne.

## Caractéristiques
Le cimetière allemand est édifié par l'État français, en 1921, pour regrouper les tombes provenant de 150 lieux environnants ; il est agrandi de 1923 à 1925.
4 256 corps reposent dans ce lieu, 2 132 inhumés dans des tombes individuelles matérialisées par des croix en métal (70 corps ne sont pas identifiés) et 2 124 (dont 1 712 ne sont pas identifiés) dans deux ossuaires .
Un petit nombre des soldats enterrés ici a été tué entre l'automne 1914 et février 1915 ; un groupe plus important au cours de la bataille du Chemin des Dames, d'avril à octobre 1917 ; cependant, près de la moitié a été tuée au cours des batailles de 1918 (Bataille du Kaiser et Offensive des Cent-Jours).

### Galerie

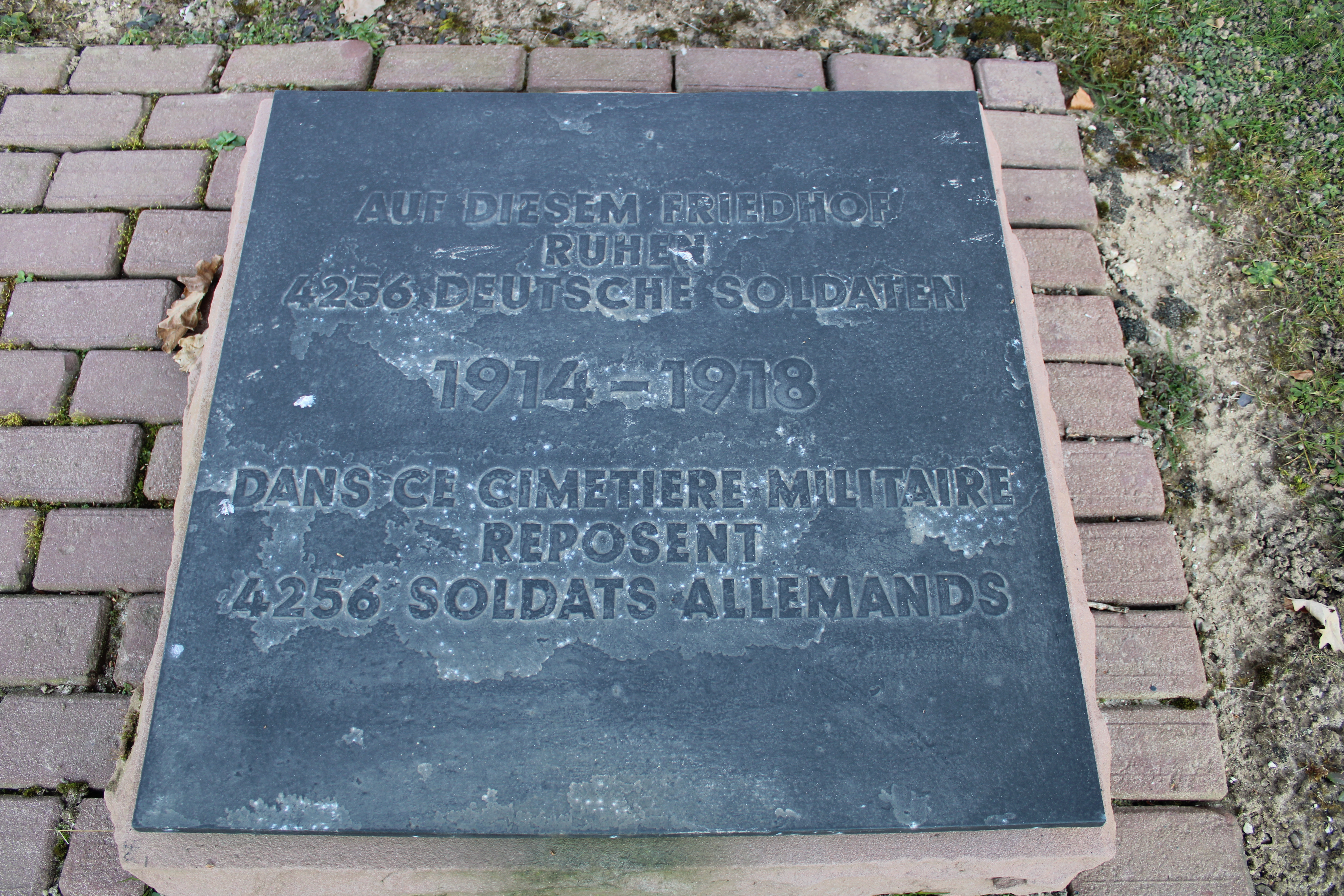
Dans ce cimetière  reposent 4256 soldats allemands
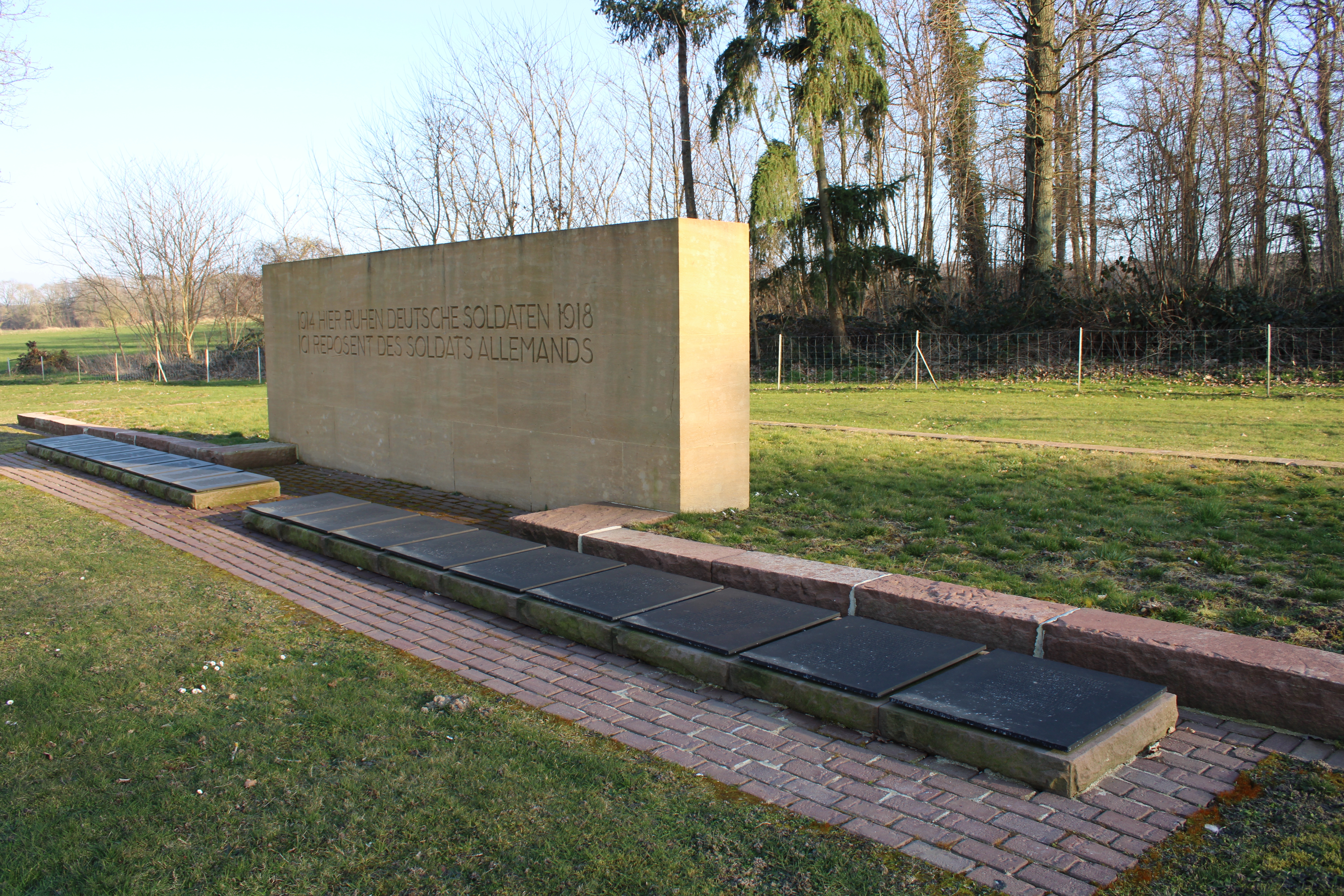
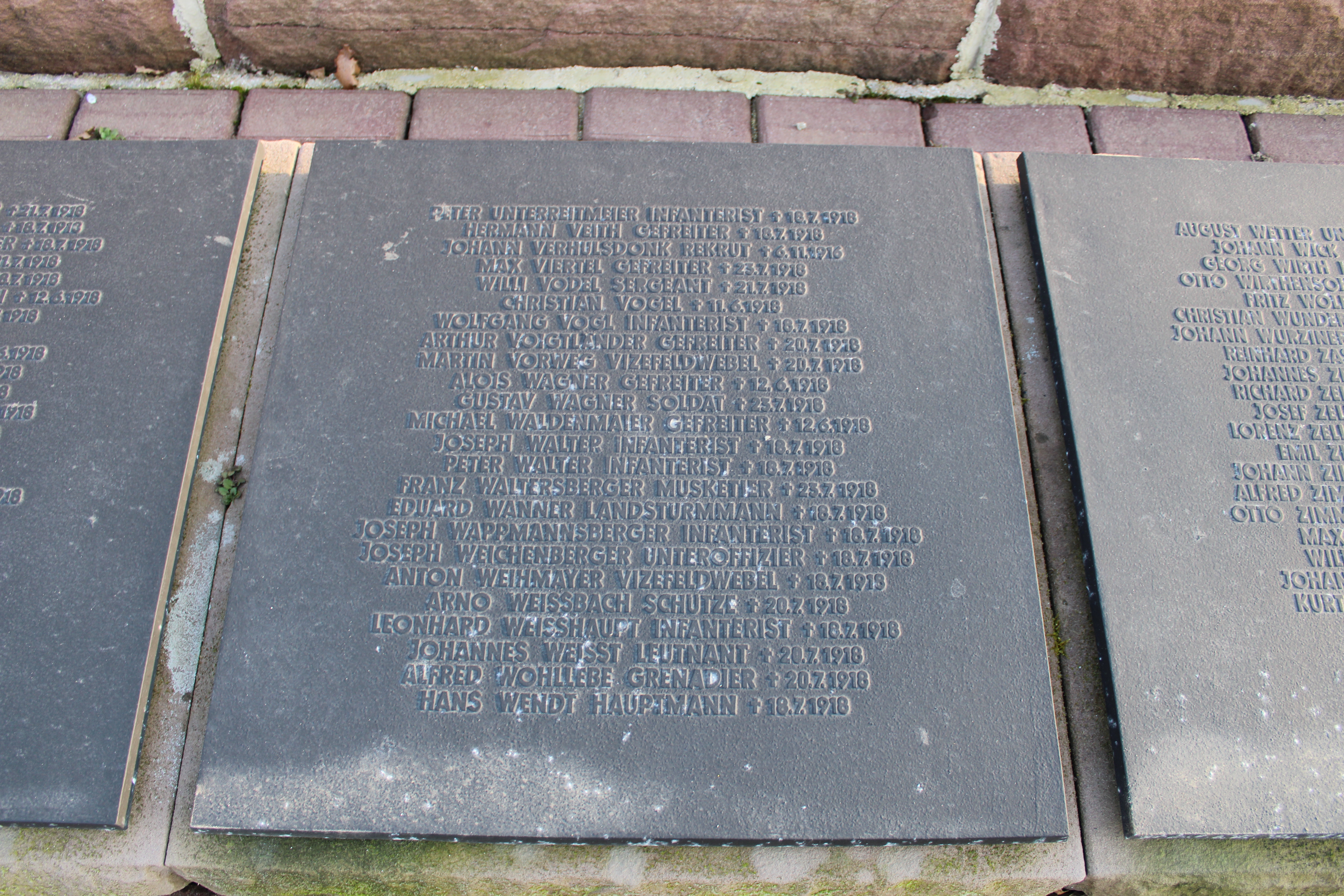
La plupart des soldats inhumés dans ce cimetière sont tombés en juillet 1918.
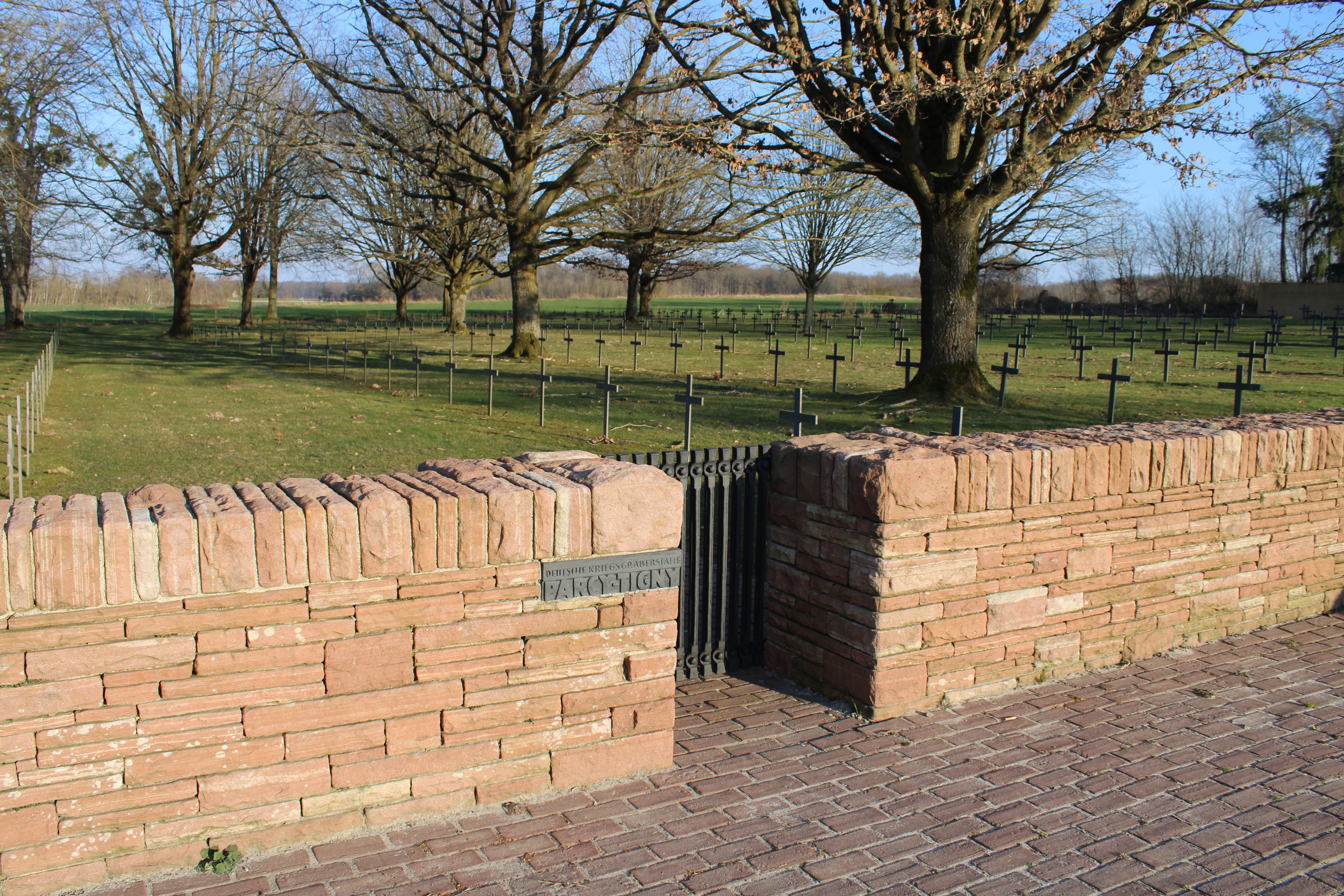
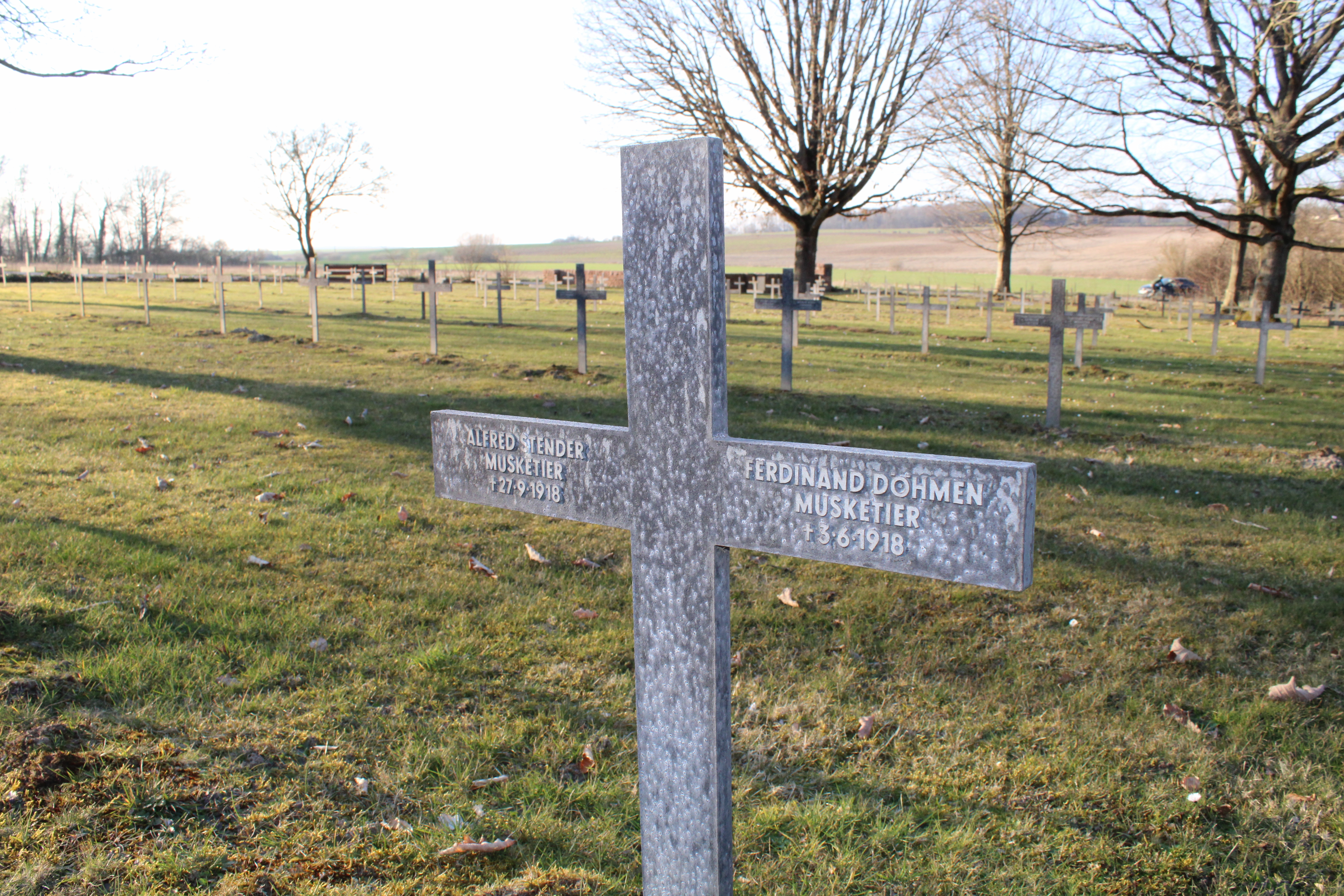
Les croix métalliques comportent chacune deux noms gravés en relief de chaque côté.
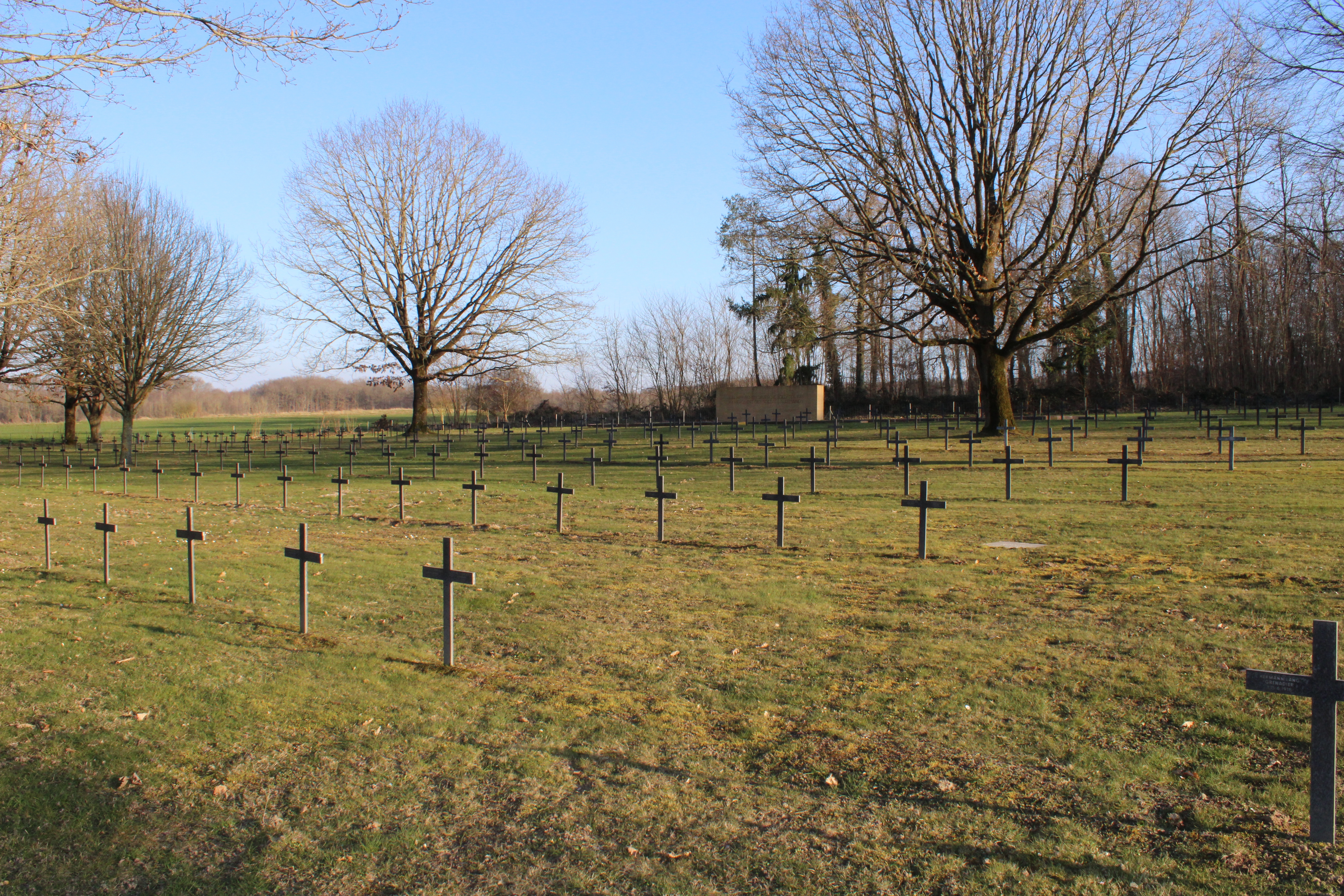